# Raef LaFrentz
Raef Andrew LaFrentz (Hampton, 29 maggio 1976) è un ex cestista statunitense che giocava come ala-pivot.

## Carriera

### NBA
Dopo l'esperienza universitaria nel Kansas, si dichiara eleggibile per il draft NBA 1998, venendo scelto come terzo assoluto dai Denver Nuggets. Il giocatore, che aveva raggranellato più di 2 000 punti e 1 000 rimbalzi all'università, al suo primo anno nella National Basketball Association, colleziona 13,8 punti, 7,6 rimbalzi e 1,4 stoppate di media a partita, in sole 12 partite giocate tutte dall'inizio: infatti, la sua stagione viene condizionata da un infortunio al ginocchio sinistro patito contro i Dallas Mavericks. Torna nella stagione NBA 1999-2000, terminandola con 12,4 punti, 7,9 rimbalzi - 25º in NBA - e 2,2 stoppate - 8º in NBA -; la successiva, invece, lo vede nuovamente 25º in NBA per rimbalzi a partita (7,8 di media), 7º stavolta per stoppate (2,6) e 27º per percentuale dal campo (47,7%).
Il 21 febbraio 2002, viene coinvolto in una trade, che lo porta ai Dallas Mavericks insieme ai compagni di squadra Tariq Abdul-Wahad, Avery Johnson e Nick Van Exel, in cambio di Juwan Howard, Tim Hardaway, Donnell Harvey e la prima scelta del draft NBA 2002. Il 20 ottobre 2003, si trasferisce invece ai Boston Celtics con Chris Mills, Jiří Welsch, più una scelta al primo giro nel draft, per Antoine Walker e Tony Delk.
Nel 2006, invece, approda ai Portland Trail Blazers insieme a Dan Dickau per Theo Ratliff e Sebastian Telfair. Nella sua esperienza a Portland, raccoglie i minimi in carriera, arrivando a poco più di un punto e mezzo a partita nella stagione 2007-08.
Alle prese con vari infortuni, nel 2008-09 non gioca neanche una partita.

### Nazionale
Nel 2002 viene convocato dalla Nazionale di pallacanestro statunitense per partecipare al Mondiale FIBA 2002, concluso dagli Stati Uniti al sesto posto.

## Statistiche

### NCAA
| Anno      | Squadra         | PG  | PT | MP   | TC%  | 3P%  | TL%  | RP   | AP  | PRP | SP  | PP   |
| --------- | --------------- | --- | -- | ---- | ---- | ---- | ---- | ---- | --- | --- | --- | ---- |
| 1994-1995 | Kansas Jayhawks | 31  | -  | 23,6 | 53,4 | 40,0 | 63,7 | 7,5  | 0,5 | 0,3 | 0,6 | 11,4 |
| 1995-1996 | Kansas Jayhawks | 34  | -  | 27,0 | 54,3 | 28,6 | 66,1 | 8,2  | 0,4 | 0,9 | 0,8 | 13,4 |
| 1996-1997 | Kansas Jayhawks | 36  | -  | 28,9 | 58,4 | 16,7 | 76,1 | 9,3  | 0,7 | 0,9 | 1,3 | 18,5 |
| 1997-1998 | Kansas Jayhawks | 30  | -  | -    | 54,8 | 47,1 | 73,8 | 11,4 | 1,0 | 0,9 | 1,5 | 19,8 |
| Carriera  | Carriera        | 131 | -  | 26,6 | 55,5 | 37,1 | 71,2 | 9,1  | 0,7 | 0,7 | 1,1 | 15,8 |

### NBA

#### Regular season
| Anno      | Squadra             | PG  | PT  | MP   | TC%  | 3P%  | TL%  | RP  | AP  | PRP | SP  | PP   |
| --------- | ------------------- | --- | --- | ---- | ---- | ---- | ---- | --- | --- | --- | --- | ---- |
| 1998-1999 | Denver Nuggets      | 12  | 12  | 32,3 | 45,7 | 38,7 | 75,0 | 7,6 | 0,7 | 0,8 | 1,4 | 13,8 |
| 1999-2000 | Denver Nuggets      | 81  | 80  | 30,1 | 44,6 | 32,8 | 68,6 | 7,9 | 1,2 | 0,5 | 2,2 | 12,4 |
| 2000-2001 | Denver Nuggets      | 78  | 74  | 31,5 | 47,7 | 36,7 | 69,8 | 7,8 | 1,4 | 0,5 | 2,6 | 12,9 |
| 2001-2002 | Denver Nuggets      | 51  | 51  | 32,7 | 46,6 | 43,4 | 66,7 | 7,4 | 1,2 | 0,6 | 3,0 | 14,9 |
| 2001-2002 | Dallas Mavericks    | 27  | 25  | 29,1 | 43,7 | 30,5 | 76,1 | 7,4 | 1,1 | 0,9 | 2,2 | 10,8 |
| 2002-2003 | Dallas Mavericks    | 69  | 43  | 23,3 | 51,8 | 40,5 | 68,2 | 4,8 | 0,8 | 0,5 | 1,3 | 9,3  |
| 2003-2004 | Boston Celtics      | 17  | 1   | 19,3 | 46,0 | 20,0 | 76,9 | 4,6 | 1,4 | 0,5 | 0,8 | 7,8  |
| 2004-2005 | Boston Celtics      | 80  | 80  | 27,5 | 49,6 | 36,4 | 81,1 | 6,9 | 1,2 | 0,5 | 1,2 | 11,1 |
| 2005-2006 | Boston Celtics      | 82  | 63  | 24,8 | 43,1 | 39,2 | 68,0 | 5,0 | 1,4 | 0,4 | 0,9 | 7,8  |
| 2006-2007 | Portland T. Blazers | 27  | 9   | 13,0 | 38,2 | 8,7  | 76,9 | 2,6 | 0,3 | 0,3 | 0,4 | 3,7  |
| 2007-2008 | Portland T. Blazers | 39  | 0   | 7,5  | 44,3 | 0,0  | 57,9 | 1,7 | 0,2 | 0,3 | 0,4 | 1,7  |
| Carriera  | Carriera            | 563 | 438 | 25,8 | 46,6 | 36,3 | 71,1 | 6,1 | 1,1 | 0,5 | 1,6 | 10,1 |

#### Play-off
| Anno     | Squadra          | PG | PT | MP   | TC%  | 3P%  | TL%  | RP  | AP  | PRP | SP  | PP   |
| -------- | ---------------- | -- | -- | ---- | ---- | ---- | ---- | --- | --- | --- | --- | ---- |
| 2002     | Dallas Mavericks | 8  | 8  | 30,6 | 50,0 | 33,0 | 54,5 | 7,6 | 0,6 | 0,3 | 2,8 | 11,3 |
| 2003     | Dallas Mavericks | 20 | 16 | 24,6 | 43,3 | 20,0 | 84,2 | 4,4 | 0,3 | 0,6 | 2,2 | 8,0  |
| 2005     | Boston Celtics   | 7  | 7  | 26,4 | 39,0 | 50,0 | 80,0 | 4,9 | 1,1 | 0,9 | 1,7 | 6,9  |
| Carriera | Carriera         | 35 | 31 | 26,3 | 44,6 | 29,7 | 75,0 | 5,2 | 0,5 | 0,5 | 2,2 | 8,5  |

#### Massimi in carriera
- Massimo di punti: 32 (3 volte)[2]
- Massimo di rimbalzi: 20 (2 volte)
- Massimo di assist: 7 vs Indiana Pacers (3 marzo 2006)
- Massimo di palle rubate: 4 vs Chicago Bulls (29 gennaio 2005)
- Massimo di stoppate: 9 vs Charlotte Hornets (8 gennaio 2000)
- Massimo di minuti giocati: 48 vs Miami Heat (29 gennaio 2002)

## Palmarès
- McDonald's All-American Game (1994)
- 2 volte NCAA AP All-America First Team (1997, 1998)